# Râul Guruslău
Râul Guruslău este un curs de apă, afluent al râului Zalău.

## Hărți
Harta interactivă a județului Sălaj [1]